# Саат кула (Кичево)
Саат кула (на македонска литературна норма: Саат-кула) е бивша часовникова кула в град Кичево, Северна Македония.

## История
Изградена е в 1741 година, когато градът е в рамките на Османската империя. Кулата е била поставена върху каменен цокъл, над който се издига тяло с квадратна основа и засечени ъгли. Покривът на барабана завършвал конусно с топчеста украса с шип. Изградена е под самите стени на Китино кале, над първите къщи на града. В 1926 година пожар поврежда Саат кулата и тя запустява. Разрушена е в 1948 година. Камбаната е запазена в църквата „Св. св. Петър и Павел“.